# Zhang Lin (pływak)
Zhang Lin (chiń. upr. 张琳; chiń. trad. 張琳; pinyin Zhāng Lín; ur. 6 stycznia 1987 w Pekinie) – chiński pływak, wicemistrz olimpijski (2008).
W 2006 sięgnął po cztery srebrne medale igrzysk azjatyckich, cztery lata później zaś został złotym medalistą zawodów tej samej rangi w konkurencji 4 × 200 m stylem dowolnym (poza tytułem mistrzowskim z tych samych igrzysk przywiózł dwa brązowe medale).
Podczas igrzysk olimpijskich w Pekinie w 2008 roku wywalczył srebrny medal na dystansie 400 m stylem dowolnym.
W 2009 roku na mistrzostwach świata w Rzymie zdobył złoty medal w wyścigu na 800 m stylem dowolnym, poprawiając czteroletni rekord świata Australijczyka Granta Hacketta oraz brązowy medal na dystansie dwukrotnie krótszym.

## Rekordy świata
| Data          | Miejsce | Konkurencja           | Rezultat    | Status   |
| ------------- | ------- | --------------------- | ----------- | -------- |
| 29 lipca 2009 | Rzym    | 800 m stylem dowolnym | 7:32,12 min | aktualny |